# 林羅山

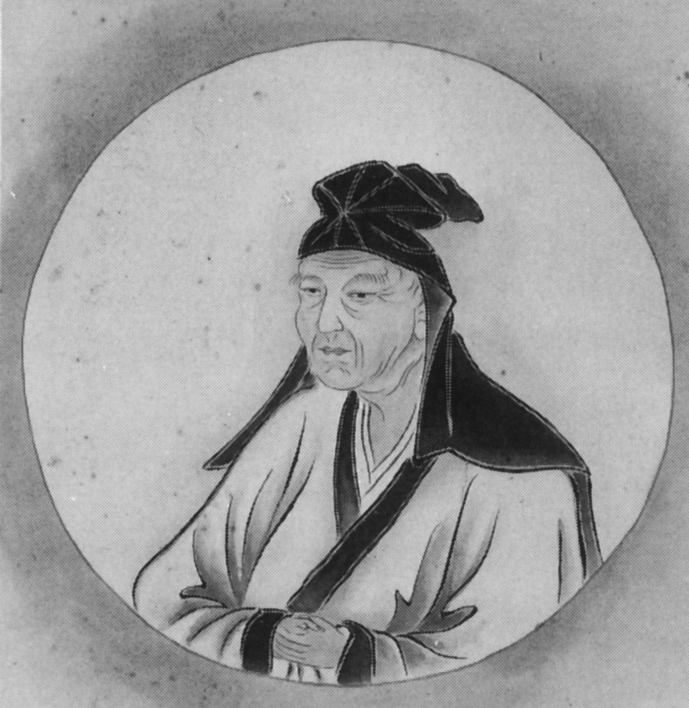
「林羅山像」

林 羅山（はやし らざん、天正11年（1583年） - 明暦3年1月23日（1657年3月7日））は、江戸時代初期の朱子学派儒学者。林家の祖。羅山は号で、諱は信勝（のぶかつ）。字は子信。通称は又三郎。出家した後の号、道春（どうしゅん）の名でも知られる。

## 生涯
天正11年（1583年）、京都四条新町において生まれたが、ほどなく伯父のもとに養子に出された。父は加賀国の郷士の末裔で浪人だったと伝わる。幼少の頃から秀才として謳われ、文禄4年（1595年）、京都・建仁寺で仏教を学んだが、僧籍に入ること（出家）は拒否して慶長2年（1597年）、家に戻った。その間、建仁寺大統庵の古澗慈稽および建仁寺十如院の英甫永雄（雄長老）に師事し、雄長老のもとでは文学に長じた松永貞徳から刺激を受けた。家に帰ってからはもっぱら儒書に親しみ、朱熹（朱子）の『四書集注』（四書の注釈）を研究した。
独学を進めるうちに、いっそう朱子学（宋学）に熱中していき、慶長9年（1604年）に藤原惺窩と出会う。それにより、精神的、学問的に大きく惺窩の影響を受けることになり、師のもとで儒学ことに朱子学を学んだ。惺窩は、傑出した英才が門下に加わったことを喜び、羅山に儒服を贈った。羅山がそれまでに読んだ書物を整理して目録を作ると四百四十余部に上った。羅山は本を読むのに、「五行倶に下る」といい、一目で5行ずつ読んでいきすべて覚えているという。羅山の英明さに驚いた惺窩は、自身は徳川への仕官を好まなかったので、翌慶長10年（1605年）には羅山を推挙して徳川家康に会わせた。羅山が家康に謁見したのは京都二条城においてであった。家康は、惺窩の勧めもあり、こののち羅山を手元に置いていくこととした。羅山は才を認められ、23歳の若さで家康のブレーンの一人となった。

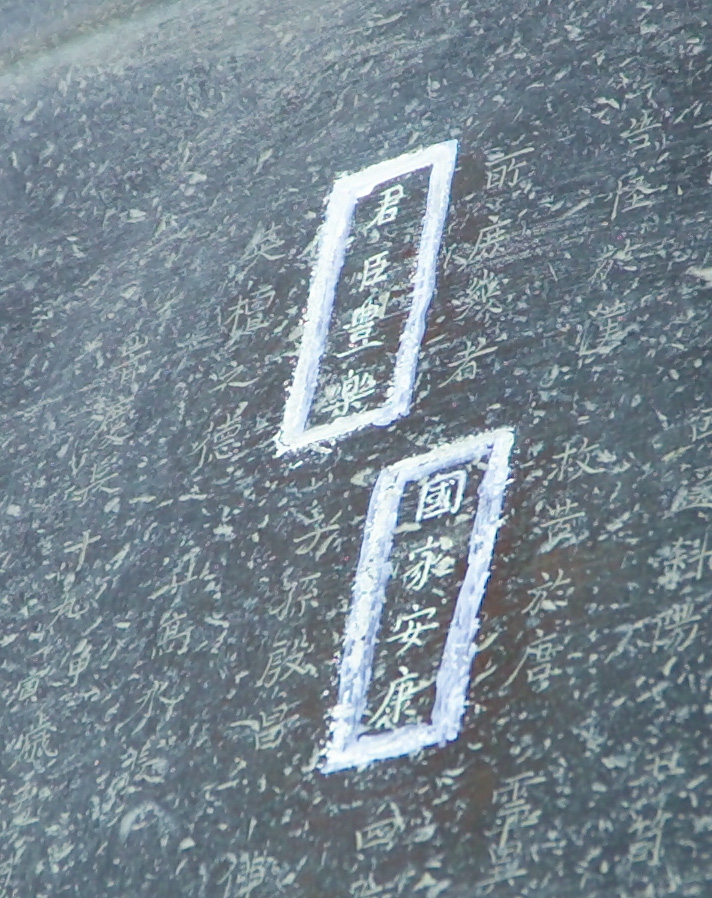
方広寺の鐘銘

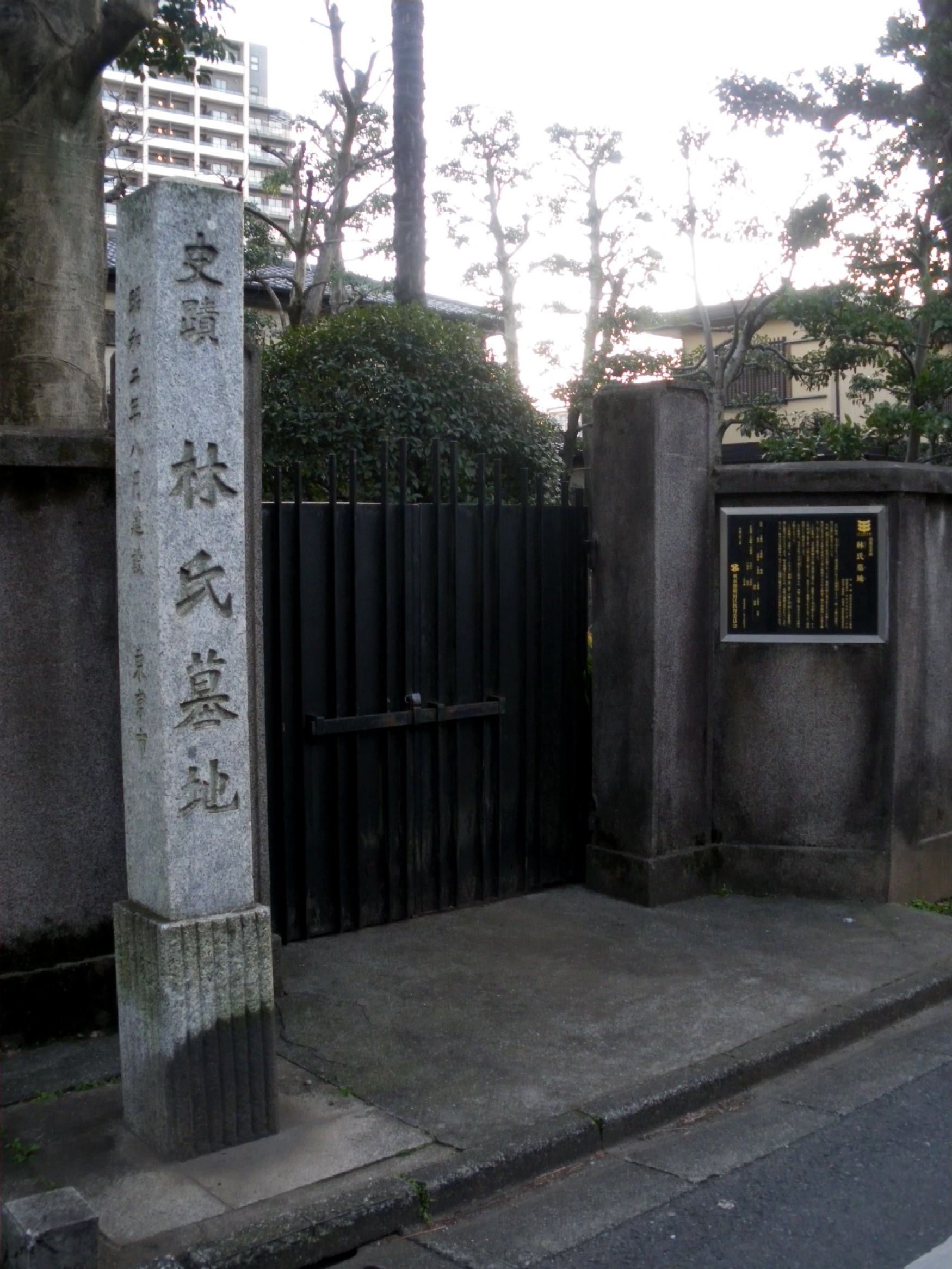
東京都新宿区にある林氏墓地。林羅山をはじめ一族が眠っている。国の史跡に指定されている。内部は11月初旬のみ公開されている。

慶長11年（1606年）にはイエズス会の日本人修道士、イルマン・ハビアンと「地球論争」を行っている。この時林羅山は地球球体説を断固として受け入れず、地球方形説と天動説を主張した。
慶長12年（1607年）、家康の命により僧形となり、道春と称して仕えた。また、この年、江戸に赴き2代将軍徳川秀忠に講書をおこなっている。長崎で本草綱目を入手し、駿府に滞在している家康に献上している。また、慶長19年（1614年）の大坂の陣に際しては方広寺の梵鐘に刻された京都南禅寺の禅僧文英清韓による銘文中の「国家安康」「君臣豊楽」の文言の件（方広寺鐘銘事件）で、家康に追従して、これを徳川家を呪詛するものとして問題視する意見を献じた。さらに羅山は「右僕射源朝臣家康」（右僕射は右大臣の唐名）を「家康を射る」ものであると無理にこじつけた見解を表明している。
寛永元年（1624年）、3代将軍・徳川家光（秀忠の長男）の侍講となり、さらに幕府政治に深く関与していくことになる。その活躍は、『寛永諸家系図伝』『本朝通鑑』などの伝記・歴史の編纂・校訂、古書・古記録の採集、「武家諸法度」「諸士法度」「御定書百箇条」などの撰定、外交文書の起草、朝鮮通信使の応接など多岐にわたっている。寛永12年（1635年）には武家諸法度を起草し、翌寛永13年（1636年）には伊勢神宮参拝典礼にあたっている。
寛永7年（1630年）、将軍・家光から江戸上野忍岡に土地を与えられ、寛永9年（1632年）、羅山は江戸上野忍岡に私塾（学問所）・文庫と孔子廟を建てて「先聖殿」と称した。のちに忍岡聖堂と呼ばれる施設である（これらはのちに神田の昌平坂に移されることとなる）。この私塾からは、多くの門人が輩出し、後世の昌平坂学問所の基礎となった。また、尾張藩初代藩主の徳川義直は、羅山が羅山の私邸の一角において孔子を祀る略式の釈奠を執り行うことについて援助しており、晩年は幕府より910石を給せられた。
徳川家の家康・秀忠・家光・家綱の将軍4代に仕えた羅山は、初期の江戸幕府の土台作りに大きく関わり、様々な制度、儀礼などのルールを定めていった。学問上では、儒学・神道以外の全てを排し、朱子学の発展と儒学の官学化に貢献した。博識で、学問書だけでなく紀行書を著すなど文人としての活躍ぶりも多彩である。羅山は幕府に対しては僧侶の資格で仕えながら、仏教批判をおこなっている。
なお、林家当代の主が大学頭（だいがくのかみ）と称したのは羅山の孫の3代・林鳳岡の代からであり、以後林家は代々幕府の教学の責任者としての役割を担い、駿河文庫の管理もおこなった。
明暦2年（1656年）には最愛の妻を亡くしている。翌明暦3年（1657年）、明暦の大火によって邸宅と書庫を焼失し、その4日後に死去した。書庫が焼失した衝撃と落胆で命を縮めたともいわれている。享年75。墓は東京都新宿区市谷山伏町にある。幕府による羅山の登用は、儒学者の社会的地位の向上に大きな役割を果たしたといえる。

## 羅山の学問と思想

### 儒学者羅山

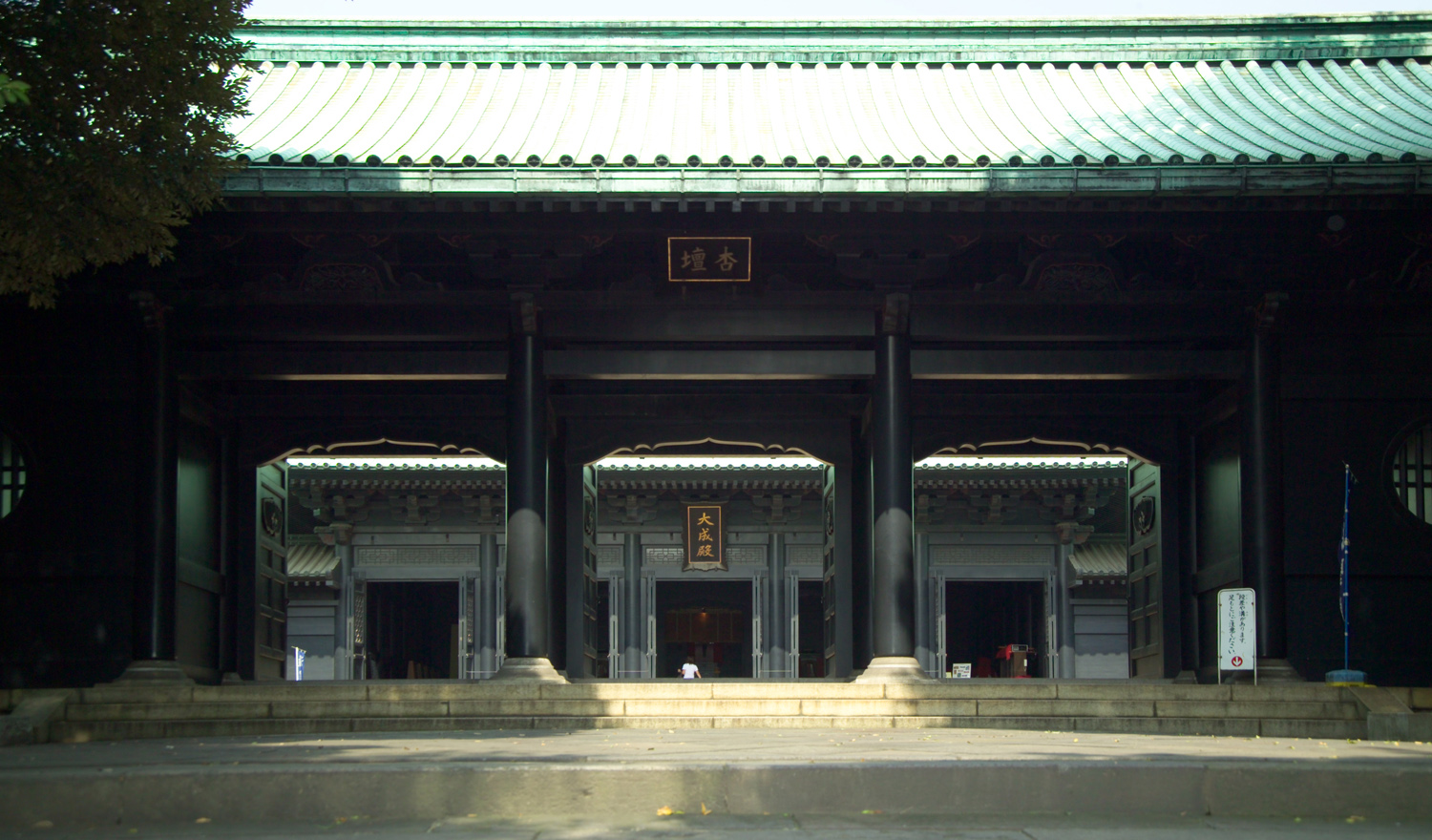
湯島聖堂

林羅山の学問は、漢唐の旧注から陸象山・王陽明の学におよび、諸子百家から日本の古典にも通じたが、朱熹（朱子）の学問（朱子学）がその中心であり、特に師の藤原惺窩の没後は明確に朱熹の理気論（太極理気の論）の立場に立った。羅山は、朱子学者として、万物は「理」と「気」から成るとする理気二元論を説き、理法が諸現象を支配するのと同様に理性が情欲を支配することを理想とした（『三徳抄』）。そして、天（理気未分の太極）を自然・人文のいっさいの事物に内在化し、かつ天は気によって万象を創造し、理によって万象を主宰するものであるとして、この天のはたらき、すなわち「天道」をたすけることこそが人道であって、この人道の実践・履行が「格物」より始まると説いた。
羅山の人間論は、人間は、天理を受け、その本性は善であるが、情欲のために覆い隠されているために充分に発揮できないとするもので、学問によって宇宙をつらぬく理をきわめ、修養によって情欲を取り去るべきことを主張した。
また、万象を貫く道徳的属性を考える立場に立って、幕藩体制下の身分秩序とそこにおける実践道徳を形而上学的に基礎づけた。『春鑑抄』においては、宇宙の原理である理は、人間関係では身分として現れるとして上下定分の理を説いて士農工商の身分制度を正当化したが、これは、幕藩体制の根幹をなす身分秩序絶対化の理論であった。羅山は、同書で、国をよく治めるためには「序」（秩序・序列）を保つため、「敬」（つつしみあざむかない心）と、その具体的な現れである「礼」（礼儀・法度）が重要視されるべきことを説き、持敬（心のなかに「敬」を持ち続けること）を強調している（存心持敬）。羅山は、宇宙の原理である理をきわめれば、内に敬、外には礼として現れると説き、敬と礼が人倫の基本であり、理と心の一体化を説いたのである（居敬窮理）。
羅山の朱子学は中国から直輸入したものではなく、豊臣秀吉の朝鮮出兵を契機に流入した朝鮮朱子学を自覚的、選択的に摂取したものであるとされている。なお、「羅山」の号も、朝鮮本の『延平問答』に由来するものである。

### 「百科全書派」羅山

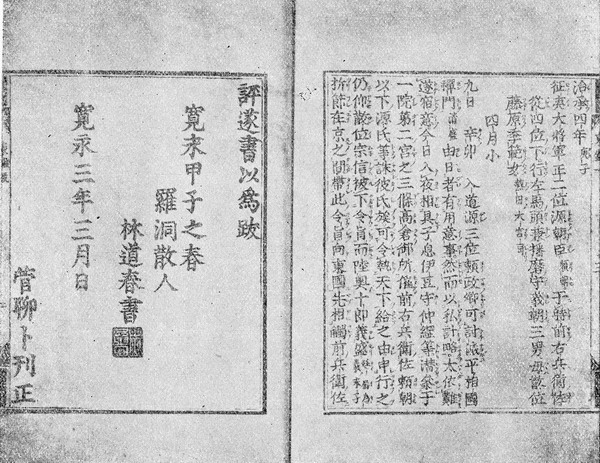
『吾妻鏡』古活字本寛永版・林道春（羅山）の跋文

羅山は多くの作文・賦詩をのこしており、むしろ羅山は御用学者というよりは「徳川時代の最初のエンサイクロペディスト」であったという評価がある。『神道伝授』や『本朝神社考』においては朱子の唱えた鬼神論にもとづいて古代以来の日本の神仏習合を批判した。中国の本草学の紹介書『多識編』、兵学の注釈書である『孫子諺解』『三略諺解』『六韜諺解』、さらに中国の怪奇小説の案内書『怪談全書』を著すなど、その関心と学識は多方面にわたっている。日本史にも造詣が深く、日本の国祖としての太伯説に関心を寄せている。

### 羅山の思想
羅山の思想は、総じて儒教的な現世主義・道徳主義、および、一種の合理主義を特徴としている。
特に際だった主張のひとつに仏教の排斥があり、仏教が彼岸主義に立って現世の人間社会における問題を避け、来世を説いて虚妄を述べると批判し、その道徳無視や仏僧にみえる不道徳・罪悪などを追及している。
いまひとつは、神儒合一論である。羅山は、神道、王道、儒道、人道の根本は同一なのであり、神は心・理であるとして理当心地神道を説き、日本神話中の「三種の神器」を儒教的な智・仁・勇の「三徳の象徴」と見なした。また、理当心地神道は、近世の儒家神道の先がけとなった。
近代主義の立場からの評価は低い。和辻哲郎は、地球球体説を頑なに否定するなど羅山はハビアンとの論争でも科学に全く興味を示さず視野が狭い、ヨーロッパでは近代的な思想家が出ていた時代に古代中国の理想に帰っていくという時代錯誤など、羅山は鎖国とともに保守的反動的な偏狭な精神を跋扈させ、長きに渡り日本人の自由な思索活動を妨げた「不幸」であったと論じている。
朱子学者でありながら仏僧になるなどの矛盾した言動は、中江藤樹ら後世の儒者の非難の的となった。現代では「従俗の論理」（石田一良）、「朱子学的世界と六韜三略的世界の二重性」（源了圓）として肯定的に分析する学者もいる。

### 編著書
編著書は、150余りにおよび、上述した
- 『三徳抄』
- 『春鑑抄』
- 『本朝通鑑』（『本朝編年録』）
- 『寛永諸家系図伝』（幕府の命により編纂主任として携わる）
- 『本朝神社考』
- 『神道伝授』
- 『多識編』
- 『孫子諺解』
- 『怪談全書』

などのほか
- 『羅山文集』
- 『羅山詩集』
- 『神道秘伝折中俗解』
- 『丙辰紀行』- 鎌倉などの紀行
- 『性理字義諺解』-『北溪字義（中国語版）』の注釈書
- 『野槌』-『徒然草』の注釈書
- 『四書五経』道春点[17]
- 『老子鬳齋口義』道春点

などがある。

## 家族
弟に林永喜。羅山には4人の男子があり、長男と二男は夭逝した。元和4年（1618年）に三男・春勝、寛永元年（1624年）に四男・守勝がいずれも京都に生まれており、春勝は鵞峰、守勝は読耕斎（とくこうさい）と号した。鵞峰は父の後継者として幕府に仕えて大学頭と称することを許され、読耕斎も幕府に召し抱えられた。

## エピソード
- 8歳の時に、ある浪人が『太平記』を読むのをそばで聞いていて、これを暗唱した。一度聞いたことは忘れないので、人々は「この児（こ）の耳は嚢耳（ふくろみみ）だ、一度入ったものは脱（ぬ）けてゆかない」と言ったという[18]。
- 江戸城に出仕した大名がそれぞれ自分の持参した弁当を食していた際、長府藩主・毛利秀元の弁当のなかに鮭の切り身が入っていた。このとき羅山は、武蔵岩槻藩主・阿部重次らとともに「珍しい」と言って、鮭の切り身を少しずつ分けてもらったという[19]。
- 羅山は、慶安4年（1651年）に後水尾上皇が突然出家して法名を円浄と称した際、そのことを「ああ驕子の父にしたがわざる。これをいかんともするなし。他年武門これを愛惜せんと欲するも、いずくんぞ得べけんや」と評している[20]。
- 明暦2年（1656年）、妻を亡くした際には、その死を悼む詩を26首詠むなど、愛妻家であった。
- 明暦3年1月18日（1657年3月2日）から三日三晩におよぶ明暦の大火（通称「振袖火事」）では、羅山は周囲の騒擾をよそに読書に余念がなかったが、神田の自宅に火がせまったため、1月19日（3月3日）、読みかけの本1冊だけをもって上野方面に逃げたが、自宅が焼失し、書庫に納められていた蔵書もすべて焼亡したと聞いて発病したといわれる[21]。

## 林羅山像
羅山は室町時代の万里集九と同じく有馬温泉、草津温泉、下呂温泉の三温泉を「天下の三名泉」と記した（日本三名泉）。
下呂温泉街の白鷺橋には林羅山の像がある。なお、下呂温泉で開催される下呂温泉まつりの参進行列は「温泉感謝祭（万里集九祭・林羅山祭）」として開催されている。